# Phytocoris erectus
Phytocoris erectus är en insektsart som beskrevs av Van Duzee 1920. Phytocoris erectus ingår i släktet Phytocoris och familjen ängsskinnbaggar. Inga underarter finns listade i Catalogue of Life.